# Favolaschia teapae
Favolaschia teapae är en svampart som beskrevs av Singer 1974. Favolaschia teapae ingår i släktet Favolaschia och familjen Mycenaceae.   Inga underarter finns listade i Catalogue of Life.